# Ernst Boheman
Ernst Henrik Georg Boheman, född den 15 mars 1836 i Gränna, död den 16 januari 1916 i Stockholm, var en svensk militär. Han var son till entomologen Carl Henrik Boheman.
Boheman blev underlöjtnant vid Svea artilleriregemente 1856 och löjtnant 1860. Han var adjutant vid Arméförvaltningens artilleridepartement 1867–1874. Boheman blev kapten vid regementet 1871 och major 1883. Han var ledamot i Krigshovrätten 1890–1894. Boheman  blev överstelöjtnant 1892, överste och chef för Norrlands artilleriregemente 1893. Han beviljades avsked från regementet och blev överste i armén 1898 samt beviljades avsked ur krigstjänsten 1904. Boheman invaldes som ledamot av Krigsvetenskapsakademiens andra klass 1895. Han blev riddare av Svärdsorden 1876, kommendör av andra klassen av samma orden 1896 och kommendör av första klassen 1901. Boheman var ledamot i direktionen över Södertälje kanal-och slussverksbyggnad från 1906.